# Gustav Humbert
Gustav Humbert (* Februar 1950 in Celle) ist ein deutscher Manager und war von Juli 2005 bis Juli 2006 Chef von Airbus. 

## Leben
Humbert besuchte das Gymnasium Lehrte. Nach dem Abitur studierte er an der Technischen Universität Hannover Maschinenbau und Produktionstechnik. 1979 promovierte er dort. Mit 30 Jahren entdeckte er den Flugzeugbau für sich und leitete später das Hamburger Airbus-Werk. Diesen EADS-Standort modernisierte er während der 1990er Jahre. Auf sein Konto geht etwa die Kabinenausstattung des Airbus A380 in Hamburg.
Am 2. Juli 2006 wurde bekannt gegeben, dass sowohl Humbert als auch der Co-Chef des Mutterkonzerns EADS, Noël Forgeard, infolge der schweren Krise des Unternehmens durch Verzögerungen beim geplanten Auslieferungsbeginn des Airbus A380 ihren Posten aufgeben müssen.
2008 wurde Humbert neben dem früheren EADS Strategie- und Marketingchef Jean-Paul Gut und Ex-Co-Chef Noël Forgeard wegen des Verdachts auf Insiderhandel von der französischen Polizei in Gewahrsam genommen und befragt. Im Dezember 2009 verkündete die französische Börsenaufsicht, dass sich die beschuldigten Manager nicht des Insiderhandels schuldig gemacht hätten.

## Schriften
- Möglichkeiten der Lärmminderung von Schabottehämmern und ihre Grenzen hinsichtlich der Auswirkung auf den Schmiedevorgang, Dissertation TU Hannover, Fakultät für Maschinenwesen 1979